# بيرلي تايلور ويلكينز
بيرلي تايلور ويلكينز (بالإنجليزية: Burleigh Taylor Wilkins) هو فيلسوف بريطاني، ولد في 1 يوليو 1932، وتوفي في 13 أكتوبر 2015.